# Elektriciteitscentrale Odense
Elektriciteitscentrale Odense (Fynsværket) bij de stad Odense naast het kanaal Odense is een energiecentrale in Denemarken.
Deze kolengestookte centrale bestaat uit drie delen en acht eenheden, en zorgt naast elektriciteitproductie ook voor stadsverwarming. Het kolencentrale deel (blok 7) is van 1991. De schoorsteen van dit blok is 235 meter hoog en daarmee het een na hoogste schoorsteen van Denemarken.
De stadsverwarmings uit 2009 (blok 8) wordt op stro gestookt. Dan is er nog het afval gestookte deel dat bestaat uit drie eenheden.